# Камахени, Монтари
Монтари Камахени (англ. Montari Kamaheni; род. 1 февраля 2000) — ганский футболист, защитник клуба «Ашдод».

## Карьера

### «Дримз»
Играл на родине за футбольный клуб «Дримс». Дебютировал в Премьер-лиге Ганы в апреле 2018 года в мачте с «Бечем Юнайтед».

### «Ашдод»
В 2019 году перешёл в двухгодичную аренду в израильский клуб «Ашдод». В Лиге ха’Ал дебютировал в матче с клубом «Хапоэль» (Хадера). В Кубке Израиля сыграл в матче с «Хапоэлем» из Беэр-Шева. В 2021 году подписал полноценный контракт с клубом. В этом же году сыграл в квалификации Лиги Конференций УЕФА в двух матчах против азербайджанского «Карабаха».